# Rhyacophila kawachenpa
Rhyacophila kawachenpa är en nattsländeart som beskrevs av Schmid 1970. Rhyacophila kawachenpa ingår i släktet Rhyacophila och familjen rovnattsländor. Inga underarter finns listade i Catalogue of Life.